# Xyrichtys woodi
Xyrichtys woodi es una especie de peces de la familia Labridae en el orden de los Perciformes.

## Morfología
- Los machos pueden llegar alcanzar los 19,3 cm de longitud total.[1]

## Distribución geográfica
Se encuentra al sur del Japón y las Hawaii.